# 盧西爾 (愛達荷州)
盧西爾（英語：Lucile）是位於美國愛達荷州愛達荷縣的一個非建制地區。該地的面積和人口皆未知。

## 地理
盧西爾的座標為45°32′07″N 116°18′37″W / 45.53528°N 116.31028°W，而該地的平均海拔高度為500米（即1650英尺）。